# Rajd Genewy 1965
Rajd Genewy 1965 (33. Rallye de Genève) – 33. edycja rajdu samochodowego Rajdu Genewskiego rozgrywanego w Szwajcarii. Rozgrywany był od 10 do 12 czerwca 1965 roku. Była to siódma runda Rajdowych Mistrzostw Europy w roku 1965.

## Klasyfikacja rajdu
| Miejsce                     | Kierowca                    | Pilot                       | Samochód                    | Czas                        | Strata                      |                             |
| Klasyfikacja generalna, ERC | Klasyfikacja generalna, ERC | Klasyfikacja generalna, ERC | Klasyfikacja generalna, ERC | Klasyfikacja generalna, ERC | Klasyfikacja generalna, ERC | Klasyfikacja generalna, ERC |
| --------------------------- | --------------------------- | --------------------------- | --------------------------- | --------------------------- | --------------------------- | --------------------------- |
| 1.                          | Rauno Aaltonen              | Tony Ambrose                | Morris Mini Cooper S        | 16                          | 0.0                         |                             |
| 2.                          | René Trautmann              | Claudine Bouchet            | Lancia Flavia Coupé         | 1:30                        | +1:14                       |                             |
| 3.                          | Sobiesław Zasada            | Kazimierz Osiński           | Steyr Puch 650 TR           | 1:47                        | +1:31                       |                             |
| 4.                          | Jean Rolland                | Gabriel Augias              | Alfa Romeo Giulia TZ        | 3:07                        | +2:51                       |                             |
| 5.                          | Jean-Jacques Thuner         | John Gretener               | Triumph Spitfire            | 3:13                        | +2:57                       |                             |
| 6.                          | Gérard Larrousse            | Jean-Claude Peray           | Renault 8 Gordini 1100      | 3:31                        | +3:15                       |                             |
| 7.                          | Donald Jude Morley          | Godfrey Erle Morley         | Austin-Healey 3000          | 5:24                        | +5:08                       |                             |
| 8.                          | Peter Ruby                  | Gert Raschig                | DKW F 11                    | 6:10                        | +5:54                       |                             |
| 9.                          | Gilber Staepelaere          | Pierre Christiaens          | Ford Cortina GT             | 7:49                        | +7:33                       |                             |
| 10.                         | Giorgio Pianta              | Carlo Fagioli               | Lancia Flavia               | 10:32                       | +10:16                      |                             |